# Tachina erecta
Tachina erecta là một loài ruồi trong họ Tachinidae.